# Мирварид Дилбази
Мирварид Паша гизи Дилбази (на азербайджански: Mirvarid Paşa qızı Dilbazi) е видна азербайджанска преводачка, писателка и поетеса. Народен поет на Азербайджанска ССР.

## Биография и творчество
Мирварид Дилбази е родена на 19 август 1912 г. в село Ханлиглар (сега Мусакьой), Елизаветполска губерния, Руска империя (сега в Газахски район на Азербайджан). И двамата ѝ дядовци са поети – Гаджи Рагимаг и Абдурахманаг Дилбази. През 1912 г. семейството ѝ се премества в Баку, където тя учи в женска семинария.
След на семинарията работи като начална учителка в Баку и Губа. Няколко години по-късно следва във Факултета по език и литература на държавен педагогически институт, който завършва през 1929 г. След дипломирането си, работи като учител по литература в партийното училище „Губа“. Завръщайки се в Баку, в периода 1934 – 1938 г. работи като ръководител на отдела за ръкописи на Академията на науките на Азербайджанска ССР, и като преводач в Азербайджанското държавно издателство „Азернешр“ в периода 1938 – 1940 г. През 1949 г. става член на Съветския комитет за защита на мира.
Литературната ѝ кариера започва през втората половина на 20-те години, като първото стихотворение „Свобода на жените“ е публикувано през 1927 г. в списание „Октомврийски огън“ във връзка с женския празник на 8 март.
Първата ѝ книга, „Нашият глас“, е издадена през 1934 г. Следват „Ранна есен“ (1937), „Писмо до Бахар“ (1940) и др.“. По време на Великата отечествена война са публикувани 7 нейни книги, като всички те са посветени на военно-патриотични теми.
В следвоенните години издава сборниците „Моят подарък“ (1948), „Братя“ (1952), „Избрани стихове“ (1957), „Алжирската девойка“, „Място за спомени“ (1964), „Картинки от живота“ (1967), „Избрани произведения“ в 2 тома и книги за деца. През 1970-1980-те г. излизат сборниците ѝ „Когато замръзват теменужките“, „Майчино крило“, „Еделвайс“, „Сезонът на люляка“, „Избрани стихове“, „Избрани стихове“ в три тома, поемите: „Майката на Айша“, „Агарзаев“, „Нови страници от дневника на тежките дни“. Пише също разкази, пиеси и др.
За творческата си дейност получава много отличия, вкл. заслужил деятел на културата през 1967 г., заслужил деятел на изкуството на Азербайджанска ССР през 1967 г. и народен поет на Азербайджан през 1979 г. През 1997 г. е наградена с медал за храброст и с орден „Независимост“.
Произведенията ѝ са преведени на много езици. По нейни стихове са създадени песни, романси и оратории. Член е Съюза на писателите на Азербайджан от 1934 г.
Като преводач прави преводи на произведенията на Низами Ганджеви, Хагани Ширвани, Алишер Навои, Александър Пушкин, Тарас Шевченко, Николай Тихонов, Самуил Маршак, Сергей Михалков, и други поети, както и трагедията на Еврипид „Иполит“.
Мирварид Дилбази умира на 12 юли 2001 г. в Баку, Азербайджан.

## Произведения
- Bizim səsimiz (1934)
- İlk bahar (1937)
- Döyüş mahnıları (1941)
- Kamal (1942)
- Ağarzayev (1942)
- Neft (1942)
- Vətən eşqi (1942)
- Qoçaq ataların qoçaq övladlarına (1942)
- Xatirələr (1945)
- Sənətkarın xəyalı (1948)
- Seçilmiş şerlər (1957)
- Məhəbbət bizimlə qoşa doğulur (1959)
- Şerlər (1962)
- Xatirələr olan yerdə (1964)
- Həyat lövhələri (1967)
- Bənövşələr üşüyəndə (1970)
- Ana qanadı (1972) – стихотворения и разкази
- Yasəmən fəsli (1976)
- Dağ çiçəyi (1977)
- Seçilmiş əsərləri (1981 – 1983) – в 3 тома
- Qar çiçəkləri (1984) – стихотворения, пиеси
- Durnalar ötüşəndə (1989)
- Çiçəkdən-çiçəyə (1991)
- Seçilmiş əsərləri (2004)

### Детска литература
- Nağıllar (1940)
- Şerlər (1951)
- Kiçik dostlarıma (1956)
- Gülbahar (1957)
- Yaz gəlir (1968)
- Lalənin ağacları (1970)
- Abşeron bağlarında (1984)